# Colecția Windsor
Colecția Windsor este o colecție de diverse documente realizată de către Leonardo da Vinci între anii 1478 și 1518 și restaurată de către Pompeo Leoni. Se află la Biblioteca Regală a Castelului Windsor. Paginile sunt împărțite pe secțiuni tematice: anatomie - peisaje - cai și alte animale - figuri, profiluri, caricaturi și hărți diverse.